# Souliyasak Ketkeolatsami
Souliyasak Ketkeolatsami (ur. 24 stycznia 1971) – laotański lekkoatleta specjalizujący się w biegach sprinterskich, uczestnik letnich igrzysk olimpijskich.
Ketkeolatsami reprezentował Laos na Letnich Igrzyskach Olimpijskich 1996 w Atlancie. Wystąpił w biegu sztafetowym 4 × 100 metrów razem z Poutavanh Phengthalangsy, Thongdy Amnouayphone i Sisomphone Vongpharkdy. Laotańczycy zajęli ostatnie, 8. miejsce w eliminacjach z czasem 44,14 s i tym samym nie awansowali do półfinałów.